# Pont de Can Camp
El Pont de Can Camp és un pont de carretera del terme de Bigues i Riells, al Vallès Oriental, en territori del poble de Riells del Fai.
Està situat al sud-oest del poble de Riells del Fai, al costat sud-est de Can Camp, al costat de ponent de la moderna casa i restaurant de la Parada. La seva estretor fa que sigui un punt perillós, en el traçat de la carretera BP-1432. És al punt quilomètric 22,3 d'aquesta carretera, al costat sud-est del Molí de Can Camp i al de ponent de la Parada.
Segons una data inscrita en el mateix pont, fou construït el 1895. Serveix perquè la carretera esmentada passi per damunt del curs del Tenes.